# Lukas Meijer
Lukas Meijer, né le 21 août 1988, est musicien de rock, guitariste et auteur-compositeur-interprète suédois. 
Avec Gromee, il a représenté la Pologne au Concours Eurovision de la chanson 2018 à Lisbonne, au Portugal, avec leur chanson Light Me Up.

## Jeunesse
Lukas Meijer a passé son enfance dans la ville d'Ulricehamn. Il est diplômé du lycée de Tingsholm et a étudié à l'université d'Uppsala.
Son frère, Sebastian Meijer, est un joueur professionnel d'hockey sur glace. Lukas a failli signé un contrat professionnel pour devenir sportif professionnel d'hockey sur glace, avant de se raviser et de faire carrière dans la musique.